# USC Shoah Foundation
La USC Shoah Foundation - The Institute for Visual History and Education, già nota come Survivors of the Shoah Visual History Foundation, è un'organizzazione non a scopo di lucro col fine di realizzare interviste audiovisive a sopravvissuti e testimoni dell'Olocausto e di altri genocidi.
È stata fondato dal regista statunitense Steven Spielberg nel 1994, un anno dopo la pubblicazione del film Schindler's List - La lista di Schindler. Lo scopo originale dell'istituto era quello di registrare le testimonianze dei sopravvissuti e degli altri testimoni dell'Olocausto come raccolta di interviste videoregistrate. Nel gennaio 2006, la fondazione ha collaborato e si è trasferita alla University of Southern California (USC) ed è stata ribattezzata USC Shoah Foundation - The Institute for Visual History and Education. Nel marzo 2019, l'istituto ha celebrato l'inaugurazione del loro nuovo quartier generale globale nel campus della USC.

## L'archivio storico visivo
Le testimonianze della USC Shoah Foundation sono conservate nel Visual History Archive, una delle più grandi collezioni digitali del suo genere al mondo. L'Archivio di storia visiva è digitalizzato, completamente ricercabile tramite parole chiave indicizzate e linkato al minuto. Con oltre 112.000 ore di testimonianze registrate nell'Archivio, la tecnologia di indicizzazione è essenziale per consentire agli utenti di individuare gli argomenti di interesse. L'indicizzazione consente a studenti, insegnanti, professori, ricercatori e altri in tutto il mondo di recuperare le testimonianze per intero o di cercare delle sezioni specifiche all'interno delle registrazioni attraverso un insieme di quasi 64.000 parole chiave e frasi, 1,8 milioni di nomi e 695.000 immagini. Ogni testimonianza è indicizzata da un madrelingua e ogni minuto di video viene codificato in inglese su un motore di ricerca proprietario utilizzando una tecnologia brevettata dall'istituto stesso. Le registrazioni hanno una durata media di poco più di due ore ciascuna e sono state condotte in 63 paesi e 41 lingue.
Sin dagli inizi, l'Archivio di storia visiva dell'istituto ha ampliato la sua collezione per includere testimonianze di sopravvissuti e testimoni di altri genocidi, tra cui il genocidio contro i tutsi in Ruanda, il massacro di Nanchino, il genocidio armeno e il genocidio guatemalteco.

## Le collezioni
- La testimonianza del conflitto in corso: nel tentativo di "intervenire nel processo che porta al genocidio", la USC Shoah Foundation conduce interviste in zone di conflitto con i testimoni della violenza pre-genocida e genocida. I gruppi che hanno vissuto l'esperienza hanno incluso testimoni del Sud Sudan (2015) e della Repubblica Centrafricana (2016)[5], i rifugiati Rohingya in Myanmar (2017)[6] ed i rifugiati e gli sfollati della Siria settentrionale (2019-2020). Le interviste sono state utilizzate da ricercatori, educatori e responsabili politici di tutto il mondo.
- Le dimensioni della testimonianza: è una raccolta[7] di 22 testimonianze di sopravvissuti al genocidio e di testimoni, ciascuna condotta utilizzando tecniche di registrazione per creare biografie video 3D interattive di ciascun soggetto. L'esperienza risultante consente agli utenti di impegnarsi in conversazioni in tempo reale con i testimoni dei particolari eventi storici. Nel 2017, il New York Times ha presentato Dimensions in Testimony in una stagione di 6 documentari intitolata "116 Cameras".[8]
- Testimonianza sul posto: è l'ultima raccolta della USC Shoah Foundation, che intervista i sopravvissuti dell'Olocausto nei luoghi delle loro esperienze prebelliche e belliche, utilizzando tecnologie all'avanguardia.[9] Queste testimonianze permetteranno allo spettatore di vivere nel luogo in cui è avvenuta la storia del sopravvissuto mentre ascolta il racconto di prima mano di un sopravvissuto, delle esperienze infantili, dei ghetti, dei campi di concentramento e della liberazione.
- Collezioni fisiche: l'istituto ha accesso ad altre risorse primarie oltre alle testimonianze audiovisive. Una raccolta di studi sull'olocausto e sul genocidio acquisita dalla Doheny Library dell'USC, contiene più di 1.000 libri e opuscoli nazisti originali, pubblicazioni ebraiche, microfilm con documenti originali di giornali nazisti e una serie quasi completa di trascrizioni originali dei processi internazionali di Norimberga. Nella stessa collezione è anche incluso: la prima storiografia dell'Olocausto; le prime pubblicazioni postbelliche dei diari e delle testimonianze in varie lingue; i documenti originali dei profughi tedeschi ed austriaci del Terzo Reich, compresi quelli del famoso scrittore ebreo tedesco Lion Feuchtwanger.[10]

La fondazione ha registrato quasi 52.000 testimonianze video tra il 1994 e il 1999 e complessivamente ha più di 55.000 testimonianze. La maggior parte di queste testimonianze video espone sul tema dell'Olocausto, comprese le esperienze dei sopravvissuti ebrei, dei soccorritori e fornitori di aiuti, dei sopravvissuti sinti e rom, di liberatori, prigionieri politici, dei testimoni di Geova sopravvissuti, dei partecipanti ai processi per crimini di guerra, di sopravvissuti alle politiche eugeniche, dei non ebrei operai schiavi e dei sopravvissuti omosessuali, ma l'archivio di storia visiva della USC Shoah Foundation si è espanso nel 2013 per includere testimonianze di sopravvissuti tutsi al genocidio ruandese e si è ampliato negli ultimi anni per includere interviste con sopravvissuti ad altri genocidi, tra cui il genocidio armeno, il genocidio cambogiano, il genocidio guatemalteco, il massacro di Nanchino in Cina, ed il genocidio dei rohingya in Myanmar. La stragrande maggioranza delle testimonianze contiene una storia personale completa della vita, prima, durante e dopo l'esperienza diretta dell'intervistato con il genocidio.

## La ricerca
L'istituto aspira ad essere l'autorità accademica mondiale nello studio del genocidio e nella testimonianza personale. Continua a incorporare nuove raccolte di testimonianze di testimoni oculari di genocidio mentre contemporaneamente promuove attività accademiche che affrontano i problemi del mondo reale affrontati dalle stesse testimonianze. Studiosi in molti campi hanno utilizzato le vaste risorse dell'Archivio di storia visiva per insegnare in più di 400 corsi universitari dei quattro continenti, inclusi 112 corsi all'USC. Ricercatori e leader di pensiero hanno utilizzato le testimonianze in più di 121 opere accademiche e l'archivio è stato al centro di dozzine di conferenze in una vasta gamma di discipline.
Il Center for Advanced Genocide Research è l'unità di ricerca e di borse di studio dell'istituto. Fondato nel 2014, il centro si dedica a promuovere nuove aree di ricerca interdisciplinare sull'olocausto e sul genocidio, discutendo in particolare le origini del genocidio e su come intervenire nel ciclo che porta alla violenza di massa. Il centro tiene conferenze e workshop internazionali e ospita borsisti e studiosi in loco per condurre ricerche utilizzando le vaste risorse disponibili presso la University of Southern California. Il centro premierà fino a 10 borsisti ogni anno. I borsisti dell'Istituto, il personale e gli studenti stagisti partecipano a più di una dozzina di eventi accademici nel campus della USC ogni anno. Si distingue concentrandosi sullo studio interdisciplinare organizzato attorno a tre temi per far avanzare l'analisi del genocidio e della violenza su scala internazionale. Resistance to Genocide and Mass Violence si concentra su atti di resistenza ed elementi di sfida che rallentano o arrestano i processi di genocidio. Violenza, emozione e cambiamento comportamentale costituiscono la natura del genocidio e della violenza di massa, e il modo in cui influiscono sul comportamento emotivo, sociale, psicologico, storico e fisico.
L'istituto, in collaborazione con il Center for Advanced Genocide Research, ha tenuto una conferenza internazionale nel novembre 2014 presso l'USC intitolata "Memory, Media and Technology: Exploring the Trajectories of Schindler's List", esaminando le traiettorie della memoria, dei media e della tecnologia in una serie di discipline e da una varietà di punti di vista e luoghi. Nel 2015, il Center for Advanced Genocide Research in collaborazione con la USC Thornton School of Music e USC Visions and Voices ha ospitato la conferenza internazionale intitolata "Singing in the Lion's Mouth: Music as Resistance to Violence", che comprendeva due giorni di programmazione e che ha evidenziato l'uso della musica come strumento per resistere all'oppressione e per diffondere consapevolezza.

## Gli studi sul genocidio
Il programma Digital Genocide Studies esamina come i big data ed i grandi set di dati, comprese le 53.000 testimonianze nel Visual History Archive della USC Shoah Foundation, possono essere utilizzati per trovare modelli nel campo della violenza di massa e della sua resistenza. L'istituto organizza anche una serie annuale di eventi accademici che porta gli studiosi alla USC per presentare conferenze, proiezioni di film e tavole rotonde. Il Visual History Archive è completamente visualizzabile presso 51 istituzioni abbonate in 13 paesi di tutto il mondo, principalmente università e musei. L'istituto offre anche un abbonamento per l'accesso parziale all'Archivio. Circa 211 istituzioni in 34 paesi hanno stipulato un contratto per queste raccolte più piccole. 
Sono inoltre disponibili circa 1.200 testimonianze per qualsiasi membro del pubblico con una connessione Internet che si registri per accedere all'archivio di storia visiva online. Oltre ad ampliare il proprio raggio d'azione, l'istituto dedica notevole attenzione al mantenimento della qualità audiovisiva di ogni testimonianza, per proteggerla dal degrado nel tempo. Con il contributo delle società tecnologiche, l'istituto ha ideato un sistema di conservazione in cui i video originali venivano digitalizzati in una varietà di formati comunemente usati. La digitalizzazione dell'intero Archivio ha richiesto cinque anni per essere completata, dal 2008 al 2012. Durante il progetto di digitalizzazione, si è scoperto che circa il 5 per cento dei 235.005 nastri presentava problemi audio o visivi, alcuni al punto da essere inguardabili. Trovando che c'erano poche opzioni esistenti per il ripristino di materiale basato su nastro, il team ITS dell'istituto ha creato nuovi programmi software per aiutarli a risolvere quei problemi di carattere audio e video. Per garantire che il più grande database al mondo di testimonianze di genocidio viva in perpetuo, l'istituto ha creato una tecnologia di gestione delle raccolte digitali utilizzata dai clienti per preservare i loro mezzi di comunicazione dall'invecchiamento. Tra questi ci sono il Academy of Motion Picture Arts and Sciences e la Warner Bros. Pictures.

## La formazione scolastica
Utilizzando le testimonianze dall'Archivio di storia visiva, l'istituto sviluppa gli strumenti di insegnamento per educatori in tutto lo spettro disciplinare, come studi sociali, arti della lingua inglese, governo, lingua straniera, storia del mondo, storia americana e educazione del carattere. L'istituto fornisce anche lo sviluppo professionale per preparare gli educatori di tutto il mondo a usare la testimonianza in modi pertinenti e coinvolgenti, fornendo un'esperienza che porta gli studenti oltre il libro di testo.
IWitness, il principale sito web didattico dell'istituto per insegnanti e studenti, fornisce agli studenti l'accesso a 1.600 testimonianze per l'esplorazione guidata. Gli studenti possono interagire con le testimonianze e inserirle nei propri progetti multimediali tramite un editor video integrato. Circa 17.000 studenti delle scuole superiori e oltre 5.000 educatori in 57 paesi e tutti i 50 stati degli Stati Uniti hanno utilizzato IWitness. L'istituto ha formato più di 39.000 educatori in tutto il mondo per incorporare la testimonianza nelle lezioni in classe. Più di 200 educatori hanno partecipato alla formazione avanzata ed ai programmi Teaching with Testimony nei programmi del XXI secolo negli Stati Uniti, Ucraina, Repubblica Ceca, Ungheria e Polonia.
Gli altri programmi educativi dell'istituto includono:
- Teaching with Testimony in the 21st Century: un programma di sviluppo professionale di due anni per aiutare gli educatori a sviluppare la loro capacità di utilizzare la testimonianza e gli strumenti di apprendimento digitale come IWitness in modo appropriato ed efficace nei loro ambienti di apprendimento.
- ITeach: un seminario di un giorno che include un'introduzione ai programmi educativi della USC Shoah Foundation, al Visual History Archive, metodologia, psicologia sociale e teoria pedagogica e l'introduzione di una lezione basata sulla testimonianza che un insegnante ha già sviluppato.
- IWalks: un programma educativo interattivo che collega l'Archivio di storia visiva e altre fonti primarie, a luoghi fisici con ricordi di eventi storici che hanno avuto luogo in questi luoghi in diverse città europee. IWalks è stato creato a Budapest, in Ungheria; Praga nella Repubblica Ceca; e Varsavia, Polonia.
- Teacher Innovation Network: un sistema creato dall'istituto per favorire la collaborazione tra gli insegnanti di tutto il mondo che si sono incrociati con i programmi educativi dell'istituto. L'iscrizione è automatica in base alla partecipazione degli educatori ai programmi di sviluppo professionale dell'istituto o alla loro registrazione in IWitness. Gli e-blast mensili tengono aggiornati i membri sulle attività dell'istituto e invitano al dialogo tra gli educatori.
- Echoes and Reflections: un programma di sviluppo professionale multimediale incentrato sull'Olocausto che fornisce agli insegnanti della scuola secondaria negli Stati Uniti informazioni accurate e autentiche sull'Olocausto per le loro classi. Sviluppato dalla USC Shoah Foundation, Yad Vashem e l'Anti-Defamation League, Echoes and Reflections organizza seminari in tutto il paese senza alcun costo per insegnanti o scuole. I partecipanti ricevono una copia gratuita della Guida alle risorse per l'insegnante in 10 parti.[1]

## L'accesso globale
La testimonianza sta raggiungendo un vasto pubblico internazionale attraverso l'Archivio di storia visiva dell'istituto, nonché tramite IWitness, il suo canale YouTube e i suoi portali Web in 12 lingue. L'archivio completo della storia visiva è disponibile presso 49 istituzioni in tutto il mondo, mentre raccolte più piccole sono disponibili in 199 siti in 33 paesi. L'istituto continuerà a sviluppare tecnologie digitali per preservare e migliorare l'Archivio di storia visiva, costruendo percorsi di accesso per un vasto pubblico di studenti, educatori, studiosi e del pubblico in generale. Ogni anno circa 1,6 milioni di studenti, ricercatori, insegnanti e laici visualizzano le testimonianze. L'archivio di storia visiva contiene più di 1.200 testimonianze accessibili in tutto il mondo.
Con l'obiettivo di espandere il proprio pubblico, la USC Shoah Foundation trasmette i suoi contenuti su molte piattaforme. Nel 2015, per sottolineare questa priorità, l'istituto ha aggiunto Global Outreach come quarto pilastro organizzativo. In un anno, tra il 2013–2014 e il 2014–15, il numero di persone che si sono incrociate con la testimonianza dell'istituto è quasi raddoppiato, passando da 3,6 milioni a 6,5 milioni. Il numero aumenta a 15 milioni se si includono l'esposizione mediatica, trasmissioni TV, mostre di musei, presentazioni a conferenze e workshop e social media. La sensibilizzazione globale è condotta attraverso media di proprietà come siti web e documentari e mostre supportati dall'istituto; ha guadagnato la copertura della stampa nazionale e internazionale di primo piano sui suoi programmi; come anche dei media condivisi distribuiti su un'ampia gamma di piattaforme social.
- Ogni giorno, l'istituto pubblica storie e blog su progetti e persone, oltre a nuove clip di testimonianze raccolte dall'Archivio di storia visiva.
- L'istituto vanta un forte seguito sui social, Facebook e Twitter, e ha recentemente lanciato un account Instagram.
- Nel 2014, l'istituto ha avviato una campagna di successo sui social media chiamata #BeginsWithMe per coinvolgere la generazione dei millennial.
- La USC Shoah Foundation e Comcast hanno lanciato una partnership quinquennale nel 2014, per portare ogni anno la programmazione a milioni di clienti nel corso di sette settimane in primavera, per commemorare il mese di sensibilizzazione al genocidio. Ogni anno, la serie è a tema con un lungometraggio che fissa le offerte del programma. Il tema del 2015, Musica, è stato ancorato da The Pianist e introdotto dall'attore Adrien Brody, che ha vinto un Oscar per il suo ruolo nel film. Per espandere ulteriormente la sua portata e continuare a porre la testimonianza in prima linea nei suoi sforzi di impegno globale, l'istituto cerca di accelerare la produzione dei media per generare nuovi contenuti basati sulla testimonianza attraverso più canali.[1]
- Nel 2017, l'istituto ha avviato una campagna multicanale di successo chiamata #strongerthanhate al fine di fornire a insegnanti, genitori e leader della comunità strumenti educativi per aiutare a "affrontare i semi dell'odio".[20]

## Organigramma

### Il consiglio
- Steven Spielberg, presidente onorario
- Lee Liberman, presidente
- Joel Citron, vicepresidente
- Stephen Cozen, presidente emerito

Comitato esecutivo
- Trudy Gottesman
- Yossie Hollander
- Melinda Goldrich
- Mickey Shapiro

Membri
- Phyllis Epstein
- Anita Friedman
- Eric Greenberg
- Marcy Gringlas
- William Lauder
- Suzi Weiss-Fischman
- Susan Crown
- Harry Robinson
- David J. Adelman
- Bruce Ramer

Membri a vita
- Wallis Annenberg
- Jerome Coben
- Renée Crown
- Robert Katz
- Gerald Breslauer
- Michael Rutman

In memoriam
- Erna Viterbi
- Edgar M. Bronfman
- Lew Wasserman

### Amministratori fondatori
- June Beallor
- James Moll

### Comitato fondatore
- Karen Kushell
- Branko Lustig
- Gerald R. Molen

### Staff esecutivo
- Stephen D. Smith, executive director
- Kim Simon, managing director
- Kori Street, senior director of programs and operations
- Sam Gustman, chief technology officer
- Wolf Gruner, director, Center for Advanced Genocide Research
- Claudia Wiedeman, director of education
- Karen Jungblut, director of global initiatives
- Anita Pace, managing director of technology
- Andrea Waldron, executive director of development
- Andi Gitow, director of media, strategy and partnerships
- Cynthia Schirmer, director of finance